# Чижик, Евгений Анатольевич
Евгений Анатольевич Чижик (род. 28 декабря 1957 года) — советский и украинский футболист.
Воспитанник ДЮСШ «Электрон» (Ромны). Взрослую карьеру начинал в сумском «Фрунзенце».
В 1977 году вместе с калужским «Локомотивом» выиграл Чемпионат РСФСР, за что получил звание Мастера спорта СССР. Провёл семь матчей в Высшей лиге советского футбола — 2 за «Локомотив» (Москва) и 5 за «Днепр».
Завершил карьеру игрока в 1994 году в составе «Таврии» из Новотроицкого. Проживает в Днепропетровске.